# A Ilha dos Cães
A Ilha dos Cães é um filme luso-angolano de ação e aventura, realizado por Jorge António e produzido por Ana Costa. Estreou-se em Portugal a 20 de abril de 2017, e em Angola a 7 de junho de 2017.
Este filme é uma adaptação da obra Os Senhores do Areal, do escritor angolano Henrique Abranches.

## Sinopse
O filme centra-se na Ilha dos Cães, cujo nome é de origem desconhecida. No entanto, nessa ilha, os trabalhadores de um resort pararam os seus trabalhos, com medo de uma matilha de cães selvagens que reclama a ilha, com a qual partilham o nome.

## Elenco
- Ângelo Torres como Pera D'Aço
- Miguel Hurst como Pedro Mbala
- Nicolau Breyner como patrão Américo
- João Cabral como guarda Bordalo
- José Eduardo como Fontes
- Matamba Joaquim como preso Tomé
- Ciomara Morais como Lena
- Miguel Sermão como preso Tomás
- Daniel Martinho como Garcia
- Júlio Mesquita como preso Finalmentes
- Welket Bungué como Mpenda
- Giovanni Lourenço como preso Julito
- Guilherme Galiano como administrador
- Miklail Ceita como Almeida
- Dério Costa como jovem Pêra D'Aço
- Bruno Fonseca como homem branco
- Ana Pereira como Kieza
- Ana Ramos como mulher do patrão